# Krkavčia priepasť
Krkavčia priepasť – jaskinia krasowa o rozwinięciu pionowym (słow. priepasť) w Krasie Słowacko-Węgierskim, na Słowacji. Nazwa w tłumaczeniu polskim brzmiałaby Jaskinia Krucza (słow. krkavec = kruk).

## Położenie
Jaskinia utworzyła się w masywie Płaskowyżu Pleszywskiego. Otwór wlotowy znajduje się na wysokości ok. 600 m n.p.m., na powierzchni płaskowyżu, ok. 200 m od jego południowo-wschodniej krawędzi i ok. 400 m na północ od krawędzi wielkiego kamieniołomu w Gombaseku. Znajduje się na terenie katastralnym wsi Plešivec w powiecie Rożniawa.

## Historia eksploracji
Jaskinia została odkryta w 1986 r.

## Charakterystyka
Powstała w jasnoszarych, masywnych wapieniach rafowych tzw. wettersteinskich, pochodzących ze środkowego i młodszego Triasu. Jest jaskinią o rozwinięciu pionowym, ma głębokość 60 m. Między 20 a 54 metrem głębokości opada trzema równoległymi studniami. We wnętrzu posiada dobrze wykształconą, bogatą, barwną szatę naciekową.